# Îles Pontines
Les îles Pontines (isole Ponziane ou isole Pontine en italien) sont un archipel d’origine volcanique situé dans la mer Tyrrhénienne, à environ 30 km de la côte du Latium.
L'étymologie est la même que pour le nom antique de la Mer Noire, « Pont-Euxin » : c'est le grec antique Πόντος, Póntos, qui signifie « mer ouverte ».
Il se compose d'un groupe de six îles qui se subdivise en deux sous-groupes séparés par environ 22 milles marins : Ponza , Palmarola, Zannone et Gavi  au nord-ouest, Ventotene et Santo Stefano  au sud-est. 
Ventotene et Santo Stefano sont une réserve marine protégée par un périmètre divisé en trois zones d'accès.
Ponza et Ventotene, les deux seules habitées, sont reliées toute l'année par un service d’hydroptères et de ferry, et en été par des rotations plus fréquentes.

## Galerie

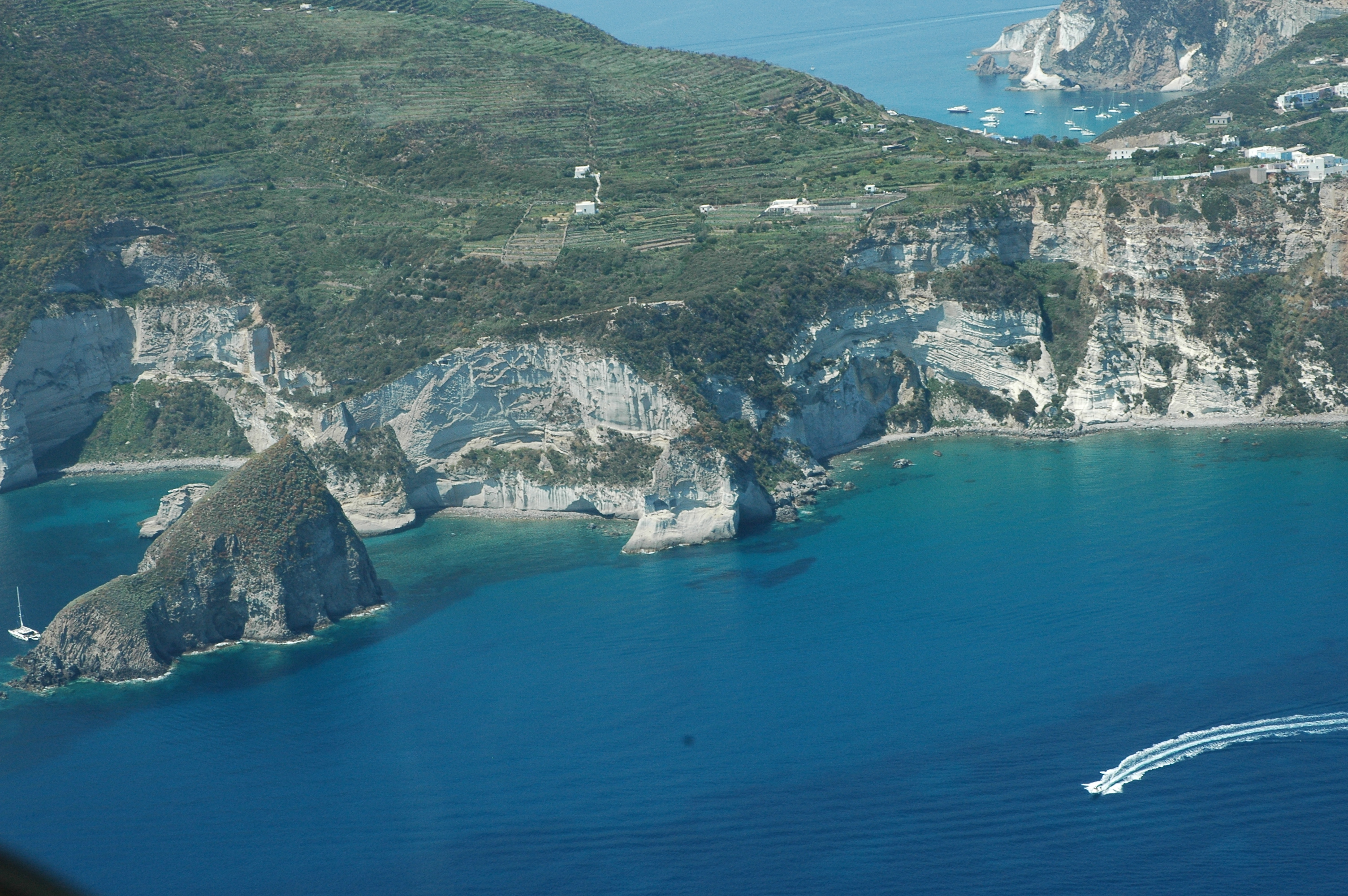
Vue aérienne.
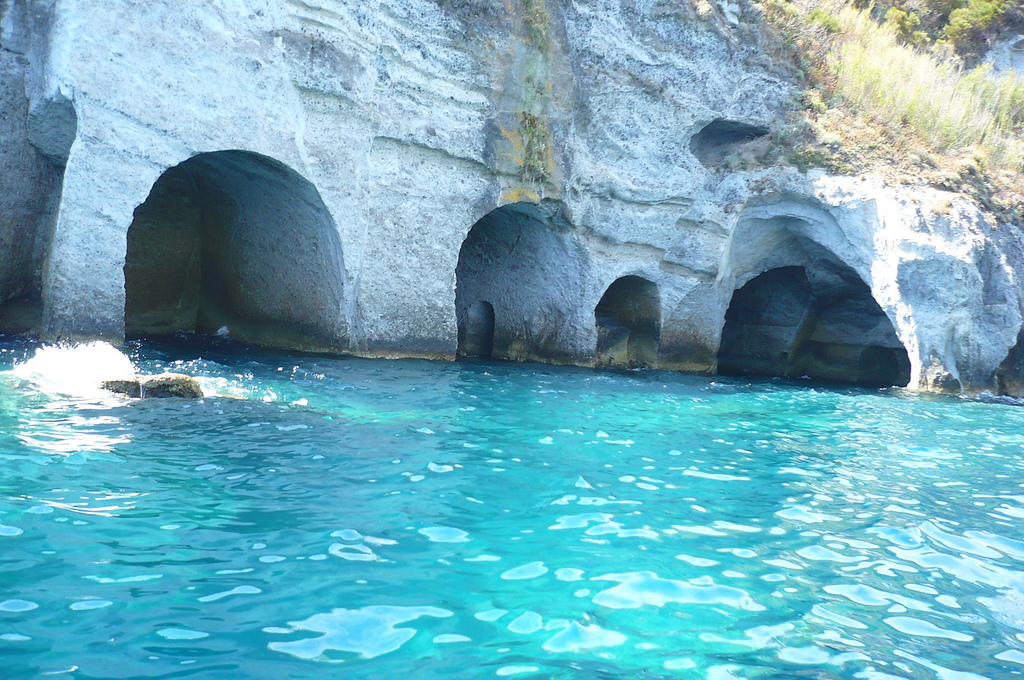
Arches d'une entrée de grottes.
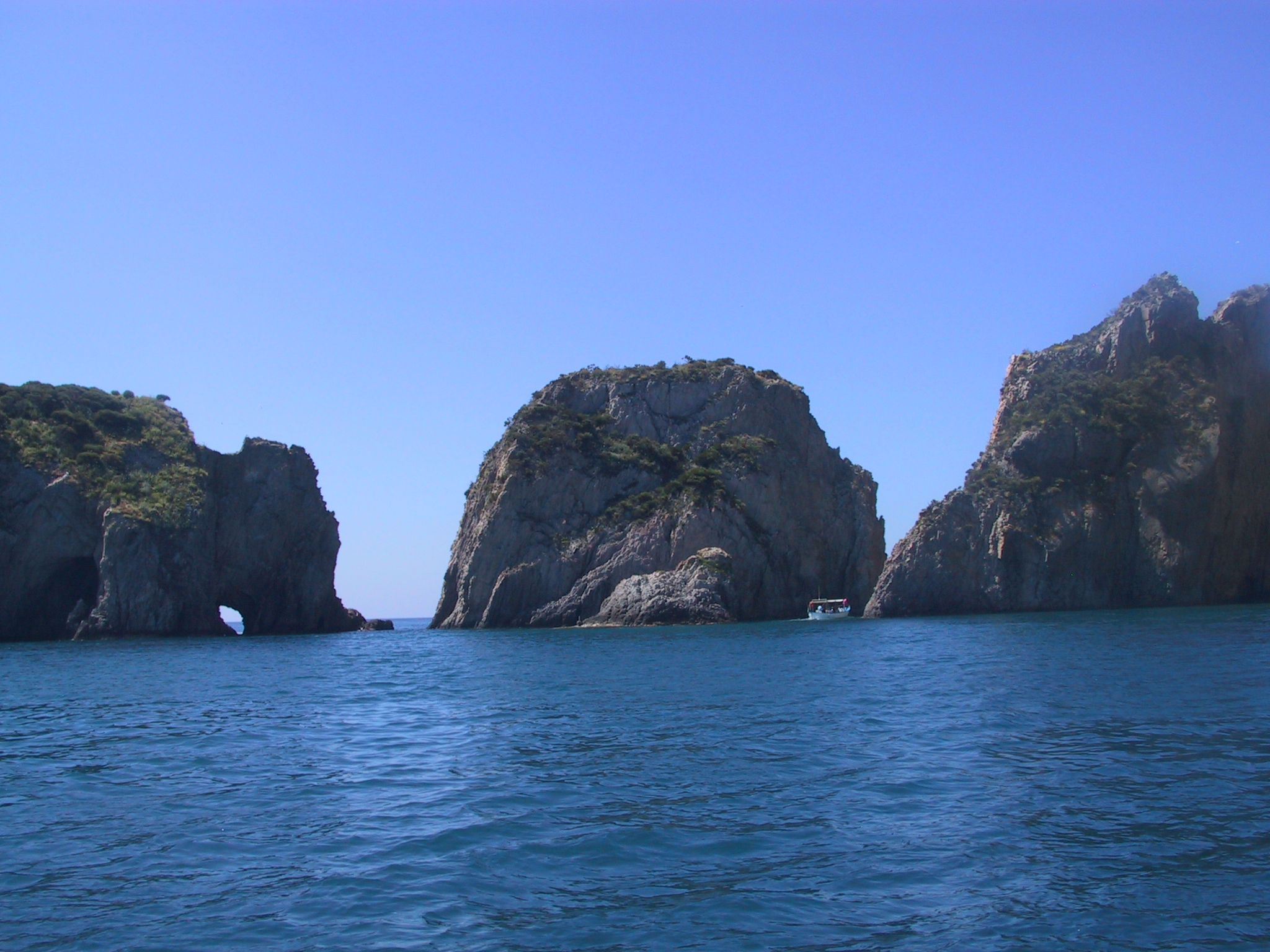
Faraglione.
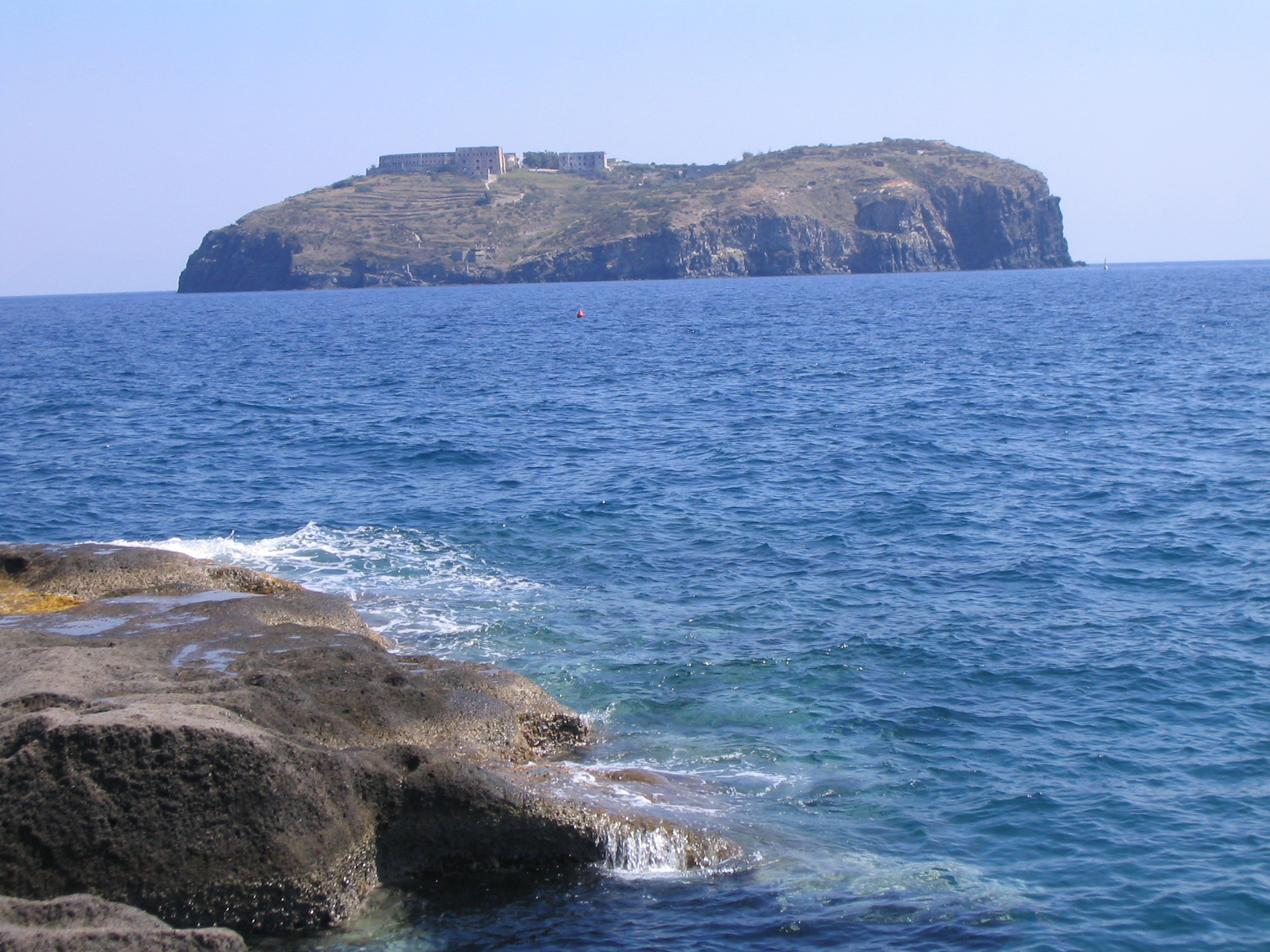
Santo Stefano depuis Ventotene.